# Juan Federico Ponce Vaidez

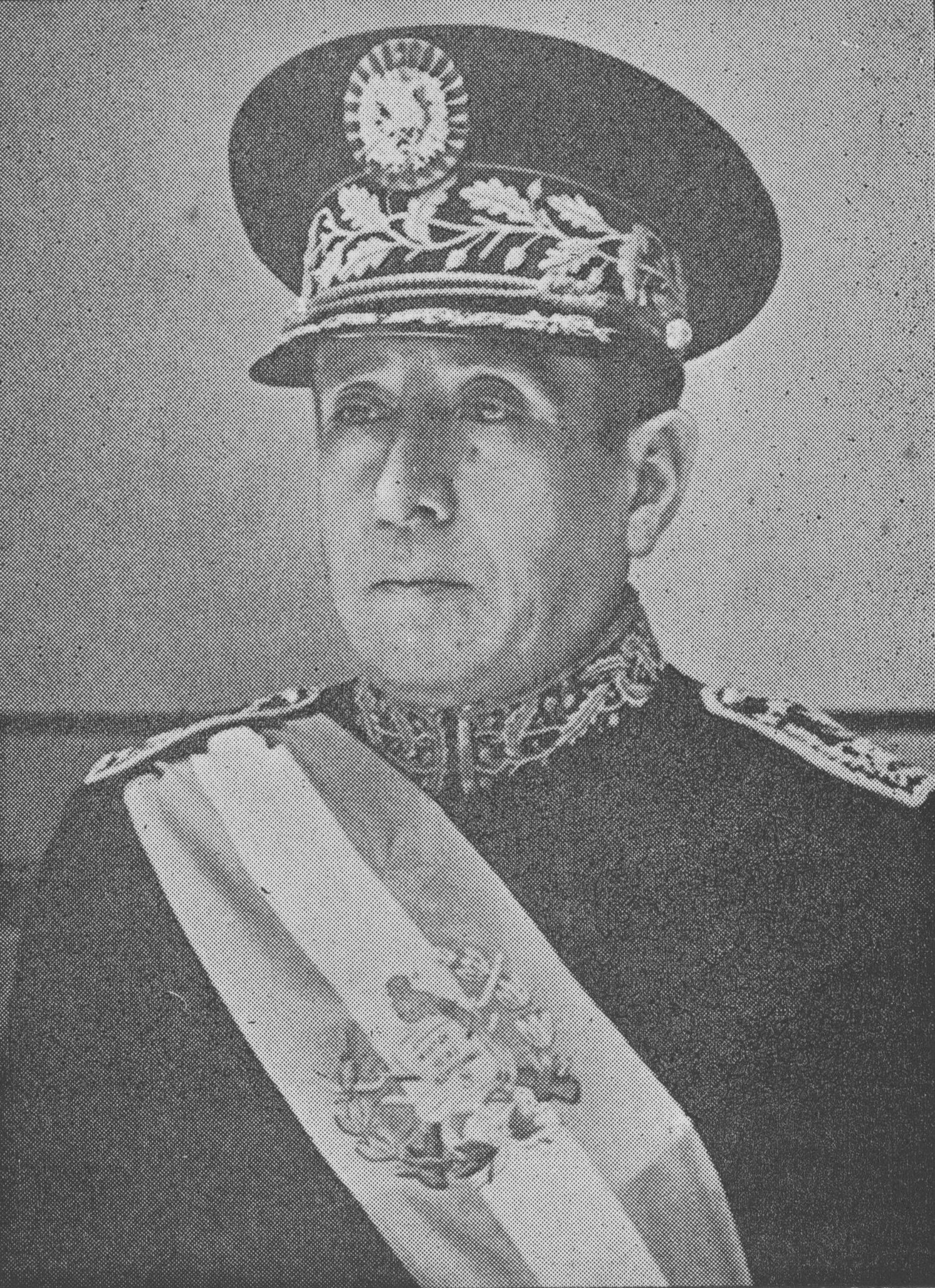
Juan Federico Ponce Vaidez

Juan Federico Ponce Vaidez, auch Vaides (* 26. August 1889; † 29. Februar 1956), war vom 3. Juli 1944 bis 21. Oktober 1944 Präsident von Guatemala.

## Leben
Am 1. Juli 1944 übergab Staatschef Ubico die Macht an eine Militärjunta aus den Generälen Federico Ponce Vaidez, Eduardo Villagrán Ariza y Buenaventura Pineda. Am 3. Juli 1944 bestimmte diese Junta Juan Federico Ponce Vaidez zum Staatschef. Ubicos Außenminister, Carlos Salazar Argumedo, wurde pensioniert. Vaidez' Regierung erließ Gesetze zur Zuckerraffinade, zur Köhlerei und verkündete einen Termin für Präsidentschaftswahlen.
Exilierte Oppositionspolitiker schätzten die Lage falsch ein und kehrten nach Guatemala zurück. Dr. Juan José Arévalo musste daher mit vielen anderen Zuflucht in der mexikanischen Botschaft suchen. Der mexikanische Botschafter Dr. Ortega mietete Zimmer im Palace Hotel, um sie unterzubringen. Ponces Regime war die Fortsetzung der Tyrannei des Ubico-Regimes. Nach seiner Machtergreifung zwang er Indigenas in Guatemala-Stadt vor einer Garrotte vorbei zu paradieren. Vaidez fuhr mit Ubicos gepanzerter Limousine und ließ Hunderte Arbeiter, Studenten, Lehrer, Anwälte und Ärzte ins Gefängnis stecken. Sein Regime war für zahlreiche Morde verantwortlich. Er befahl dem Militär, einmalig in der Geschichte Guatemalas, in eine Sitzung des Parlamentes einzudringen, um die Hälfte der Abgeordneten zu vertreiben.

## Oktoberrevolution
Sein Regime wurde Mitte Oktober 1944 durch die Revolución de Octubre beendet.
Bei den Kämpfen wurde ein Sohn von Ponce getötet. Ponce ging ins Exil nach Mexiko. Er wurde degradiert und als unwürdig aus der Armee ausgeschlossen. Aufständische hatten sich mit Waffen aus Leih- und Pachtgesetz-Lieferungen bewaffnet. Offiziere führten etwa 70 Personen quasi als Gefangene in die Kaserne der Ehrengarde. Dort wurde der Kommandant getötet und das Kommando von den Aufständischen übernommen. Das Cuartel San José wurde beschossen. Time schätzte die Zahl der Verwundeten und Getöteten auf etwa 1.800 Menschen.
Ubico flüchtet in die britische Botschaft. In Escuintla wurde ein verhasster Gouverneur getötet. In Guatemala-Stadt wurden 16 Menschen getötet, als Regierungstruppen mit einem Panzer in eine Menschenmenge schossen. General José Miguel Ramón Ydigoras Fuentes wurde Militärattaché in Washington.